# 생방송 지금 충북은
《생방송 지금 충북은》은 KBS 청주 1TV에서 매주 월요일부터 목요일 오후 5시 40분에 방송 중인 충북 지역 저녁 교양 정보 프로그램이다.

## 프로그램 소개
충북 지역의 다양한 이야기를 전달하는 저녁 교양 정보

## 방송 시간
| 방송 채널    | 방송 기간              | 방송 시간                                     | 방송 분량 |
| ------------ | ---------------------- | --------------------------------------------- | --------- |
| KBS 청주 1TV | 1997년 6월 26일 ~ 현재 | 매주 월요일 ~ 목요일 오후 5시 40분 ~ 오후 6시 | 20분      |

## MC
- 현재 MC는 2022년 12월 5일부터 기준으로 한다.

| 대수 | 진행자             | 진행 기간                          |
| ---- | ------------------ | ---------------------------------- |
| 1대  | 이지연 前 아나운서 | 2011년 2월 14일 ~ 2012년 2월 14일  |
| 2대  | 정지원 前 아나운서 | 2012년 3월 1일 ~ 2012년 11월 28일  |
| 3대  | 이승현 前 아나운서 | 2012년 12월 1일 ~ 2014년 5월 14일  |
| 4대  | 임지수 아나운서    | 2014년 5월 26일 ~ 2017년 5월 8일   |
| 5대  | 백선일 아나운서    | 2017년 5월 15일 ~ 2018년 8월 30일  |
| 6대  | 이승휘 前 아나운서 | 2018년 9월 3일 ~ 2019년 2월 22일   |
| 7대  | 양문석 아나운서    | 2019년 3월 18일 ~ 2021년 9월 9일   |
| 8대  | 정수연 아나운서    | 2021년 9월 14일 ~ 2022년 12월 1일  |
| 9대  | 이지현 아나운서    | 2022년 12월 5일 ~ 2023년 6월 7일   |
| 10대 | 도승민 아나운서    | 2023년 6월 8일 ~ 2023년 12월 21일  |
| 11대 | 양문석 아나운서    | 2023년 12월 26일 ~ 2024년 1월 11일 |
| 12대 | 이지현 아나운서    | 2024년 1월 15일 ~ 2025년 2월 20일  |
| 13대 | 양문석 아나운서    | 2025년 2월 24일 ~ 2025년 3월 13일  |
| 14대 | 최인희 아나운서    | 2025년 3월 17일 ~ 2025년 4월 8일   |
| 15대 | 안지현 아나운서    | 2025년 4월 9일 ~ 현재              |

## 코너

### 우리 동네 리포터
충북 주민들이 리포터로 참여하여 다양한 소식들을 전하는 코너

### 화제의 현장
메인 코너로 충북에서 일어나는 다양한 소식과 훈훈한 이웃의 이야기를 발빠르게 전달하는 코너

## 경쟁 프로그램
- 생방송 활기찬 저녁 (MBC 충북 TV)
- CJB 모닝와이드 (CJB TV)